# Académie des sciences et des arts de Bosnie-Herzégovine
L'Académie des sciences et des arts de Bosnie-Herzégovine (ANUBiH)  (en bosnien, croate et serbe : Akademija nauka i umjetnosti Bosne i Hercegovine, en cyrillique : Академија наука и умјетности Босне и Херцеговина) est l'académie nationale de Bosnie-Herzégovine.

## Histoire
L’ANUBiH est née de la Société scientifique, fondée en 1951, par décision de l'Assemblée de la République socialiste de Bosnie-Herzégovine, la plus haute autorité du pays, sur la formation de la Société scientifique de Bosnie-Herzégovine. La Société scientifique a continué à fonctionner en tant qu'institution de plus haut niveau dédiée à la science jusqu'en 1966, lorsque l'Assemblée nationale a adopté une loi qui a donné naissance à l'Académie des sciences et des arts de Bosnie-Herzégovine. Son premier président entre 1966 et 1968 est Vaso Butozan.
L'Académie des sciences et des arts de Bosnie-Herzégovine est chargée, en vertu de cette loi, de la responsabilité du développement global de la science et des arts, d'organiser la recherche scientifique et les événements liés aux arts, avec la publication d'articles écrits par ses membres et associés, et en général avec l'état de la science et des arts et leur développement en Bosnie-Herzégovine. L'Académie est un organe totalement indépendant, régi uniquement par les principes et les intérêts de la science et les convictions indépendantes de ses membres. Le statut de l'Académie régit tous les aspects de son organisation, de sa gestion et de ses opérations dans tous les domaines dans lesquels elle est active.

## Gestion
Les organes directeurs de l'ANUBiH sont l'Assemblée, la Présidence et le Comité exécutif.
L'Assemblée de l'ANUBiH se compose de membres effectifs et correspondants, et de membres honoraires qui sont citoyens de BIH. L'Assemblée électorale de l'ANUBiH est composée de membres à part entière et correspondants de l'ANUBiH.
Les membres de la Présidence sont élus par l'Assemblée au scrutin secret. La présidence de l'ANUBiH compte 16 membres : président, deux vice-présidents, secrétaire général, secrétaires de département et un représentant de chaque département.
La composition actuelle de la présidence triennale est la suivante : Muris Čičić – Président, Lidija Lincender-Cvijetić et Mirko Pejanovic – Vice-présidents, Asif Šabanović – Secrétaire général, Esad Duraković – Secrétaire du Département des sciences humaines, Enver Mandžić – Secrétaire du Département des sciences techniques, Muhidin Hamamdžić – Secrétaire du Département des sciences médicales, Dejan Milošević – Secrétaire du Département des sciences naturelles et mathématiques, Ivan Cvitković – Secrétaire du Département des sciences sociales, Radivoje Mandić – Secrétaire du Département des arts, et représentants des départements: Miloš Trifković (Département des sciences sociales), Marina Kantić-Bakaršić (Département des sciences humaines), Husref Tahirović (Département des sciences médicales), Mirjana Vuković (Département des sciences naturelles et mathématiques), Branislava Perunčić (Département des sciences techniques), Petar Perica Vidić (Département des arts).
Présidents de l'Académie depuis sa création sous sa forme actuelle en 1966 :
- Vaso Butozan (1966-1968)
- Branislav Đurđev (1968-1971)
- Edhem Čamo (1971-1977)
- Alojz Benac (1977-1981)
- Svetozar Zimonjić (1981-1990)
- Seid Huković (1990-1999)
- Božidar Matić (1999-2014)
- Miloš Trifković (2014-2020)
- Muris Čičić (2020-

## Organisation
L'ANUBiH est composée de six départements établis conformément à certaines branches des sciences et des arts. Chaque département est dirigé par un secrétaire, élu par les membres du département et vérifié par l'Assemblée de l'ANUBiH. Les activités des départements sont coordonnées par l'Assemblée et la Présidence de l'Académie. Les départements sont autorisés à former des groupes de travail (comités et commissions) qui initient l'étude et évaluent divers aspects des activités scientifiques et artistiques. Les groupes de travail sont composés de membres de l'ANUBiH ainsi que d'autres personnalités éminentes des domaines concernés. Au sein de l'ANUBiH, et ses départements, il existe des centres et des comités qui fonctionnent comme des unités organisationnelles spéciales. Un centre en tant qu'unité d'intérêt mutuel peut être établi par plusieurs départements.

### Départements
Selon les dispositions du Statut, l'ANUBiH est organisée en six départements, sur le principe du regroupement des professions connexes , :
- Département des sciences sociales
- Département des sciences humaines
- Département des sciences médicales
- Département des sciences naturelles et mathématiques
- Département des sciences techniques
- Département des arts

Les départements de l'ANUBIH sont porteurs des activités scientifiques et artistiques de base. Les départements établissent des comités et des commissions, dont la tâche est d'organiser la réalisation des projets et programmes scientifiques de l'Académie et de participer directement à la réalisation des programmes de certains comités inter-académiques.

### Comités de la Présidence
- Comité de la bibliothèque et de la documentation
- Commission de la coopération internationale
- Comité de publication
- Conseil des travaux de recherche scientifique et de développement
- Commission pour la base scientifique et technologique de la reconstruction et du développement de la Bosnie-Herzégovine

### Unités organisationnelles
- Centre d'études balkaniques
- Centre de recherche philosophique
- Centre de recherche et de développement durable du karst
- Centre de coordination de la recherche médicale
- Centre de lexicologie et de lexicographie
- Centre de recherche sur les systèmes
- Centre de génétique démographique
- Centre de recherche sur le développement de l'autonomie locale et régionale
- Centre de contrôle des maladies et d'études géo santé

## Membres

### Membres honoraires
Liste des membres honoraires par date d'élection :
- Josip Broz Tito, élu le 19 novembre 1969
- Rodoljub Čolaković, élu le 23 décembre 1969
- Ivo Andrić, élu le 23 décembre 1969
- Edvard Kardelj, élu le 29 avril 1971
- Vladimir Bakarić, élu le 18 avril 1974
- Ivan Supek, élu le 14 mai 2002
- Bogdan Bogdanović, élu le 14 mai 2002
- Adil Zulfikarpašić, élu le 14 mai 2002

## Coopération internationale
Alors que la Bosnie-Herzégovine faisait partie de la Yougoslavie, l'Académie des sciences et des arts de Bosnie-Herzégovine exerce une coopération internationale par l'intermédiaire du conseil de l'Académie de Yougoslavie, sur la base de protocoles que le conseil a conclus avec d'autres académies nationales.
En 1992, après la proclamation de la Bosnie-Herzégovine en tant qu'État indépendant, l'Académie des sciences et des arts de Bosnie-Herzégovine devient l'académie nationale. Jusqu'à présent, l'Académie renouvelle ou établit une coopération avec un certain nombre d'académies étrangères et d'institutions internationales, notamment :
- Académie autrichienne des sciences
- Académie bulgare des sciences
- Académie croate des sciences et des arts
- Académie hongroise des sciences
- Académie macédonienne des sciences et des arts
- Académie monténégrine des sciences et des arts
- Académie des sciences de Russie
- Académie slovène des sciences et des arts
- Académie turque des sciences
- Conseil indien de la recherche en sciences sociales (ICSSR)
- Fédération européenne des académies nationales des sciences et des sciences humaines (ALLEA)
- Réseau académique euro-méditerranéen (GID-EMAN)
- Réseau mondial des académies des sciences (IAP)
- Centre interuniversitaire (IUC) de Dubrovnik
- Conseil inter-académie  des académies nationales de l’Europe du Sud-Est (IAC SEE)
- Conseil international des sciences (ISC)
- Union Académique internationale (IUA)

## Activité éditoriale
Les activités d'édition sont définies par la loi et le statut, qui comprennent les éditions périodiques (en série) et occasionnelles. L'Académie, en tant qu'éditeur ou coéditeur, publie un certain nombre d'ouvrages scientifiques et artistiques. Un aperçu détaillé de toutes les éditions ANUBIH est disponible sur demande.
Articles (revues et périodiques d'articles scientifiques évalués et acceptés par le département) 
- Dijalog - (Revue des affaires philosophiques et sociales); ISSN 0350-6177
- Sarajevo Journal Of Mathematics - Publications de caractère international destinées à publier des articles scientifiques originaux dans divers domaines des sciences mathématiques ; ISSN 1840-0655
- Acta medica academica - (Anciens articles) - Journal du Département des sciences médicales de l'Académie des sciences et des arts de Bosnie-Herzégovine
- Herbologija - International Journal of Weed Research and Control (Éditeurs : Académie des sciences et des arts de Bosnie-Herzégovine et Herbological Society of BiH) ; ISSN 1840-0809
- Djela - Éditions ponctuelles d'ouvrages scientifiques évalués et acceptés par le département
- Godišnjak - Périodiques du Centre d'études balkaniques
- Posebna izdanja - Editions ponctuelles présentées lors des manifestations scientifiques et culturelles de l'ANUBIH
- Građa - Éditions occasionnelles de données de recherche systématique prêtes pour une élaboration scientifique plus poussée
- Ljetopis - Publication annuelle sur les activités de l'ANUBIH et de ses membres
- Vanserijska izdanja

## Voir également
- Culture de la Bosnie-Herzégovine